# Antonio Ignacio Gallardo y Guerrero
Antonio Ignacio Gallardo y Guerrero (Pamplona, 1755 - Virreinato de la Nueva Granada. siglo XIX) fue un presbítero y académico neogranadino.
Fue uno de los firmantes del Acta del Cabildo Extraordinario de Santa Fe de 1810, que sería el acta de independencia de Colombia.

## Biografía
Hijo de Francisco Gallardo y Valencia, y de Rosa Guerrero de Vela. Hermano de Águeda Gallardo.
Estudio en el Colegio del Rosario y se graduó de Bachiller en Filosofía 1776, en Leyes 1778). Para 1780 se graduó de Licenciado en Leyes. Se ordenó como presbítero y fue vicerrector y primer consiliario del Colegio entre 1784 a 1786. Fue juez de diezmos de Pamplona, examinador sinodal y mayordomo de la Hermandad de San Pedro, y consultor del Santo Oficio de la Inquisición de Cartagena. 
Fue elegido Rector de la Universidad del Rosario en 1808. Además fue uno de los firmantes del Acta del Cabildo Extraordinario de Santa Fe de 1810, como Rector del Rosario.
En 1814, fue nuevamente elegido como rector, pero no aceptó el cargo.

## Homenajes
Batallón de instrucción entrenamiento y reentrenamiento No 11 Antonio Ignacio Gallardo de la Séptima División del Ejército Nacional.